# Roślina wapieniolubna

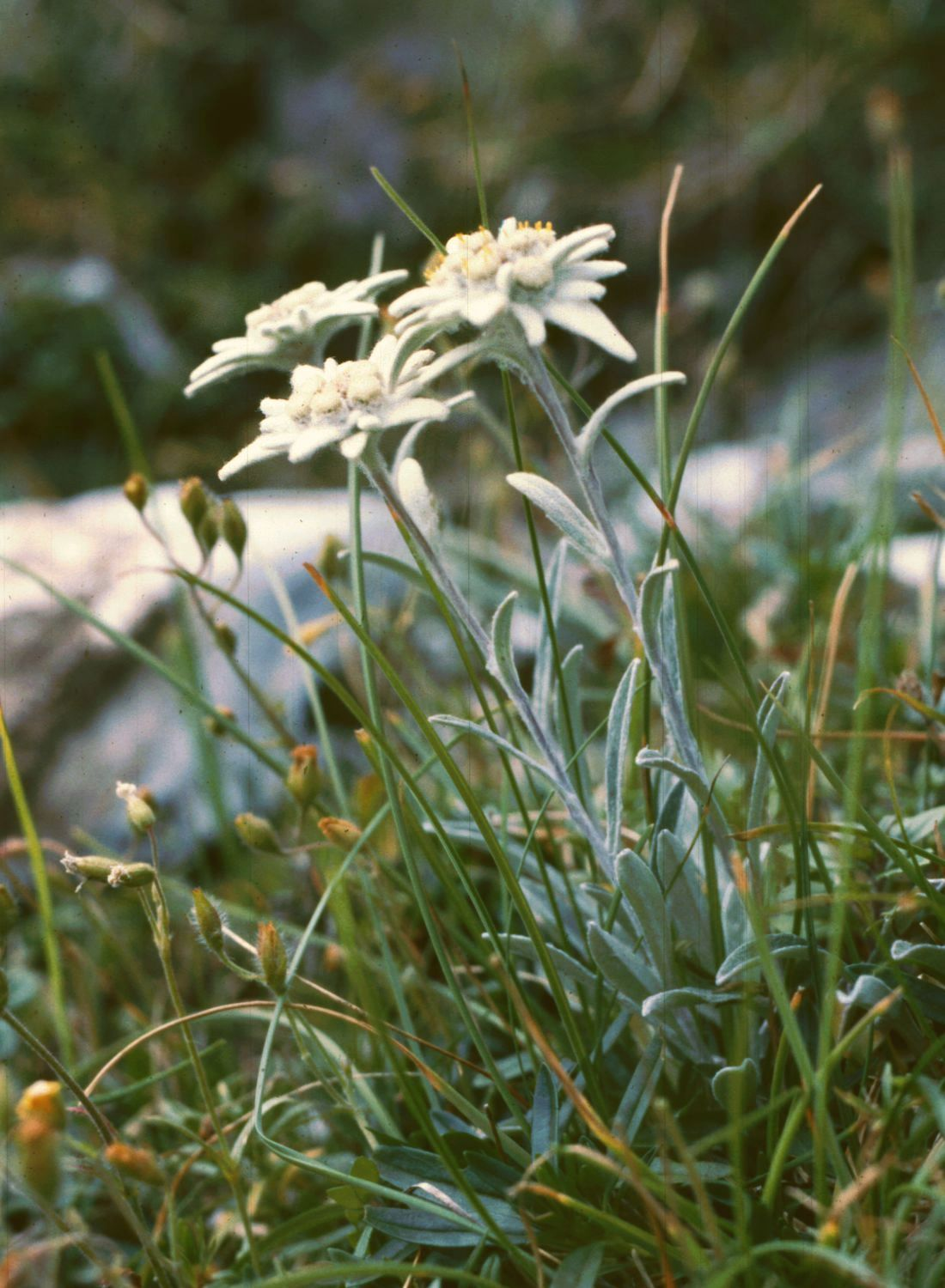
Szarotka alpejska jest rośliną wybitnie wapieniolubną

Roślina wapieniolubna, kalcyfit – rodzaj kalcyfilów, roślina, która najlepiej rozwija się na podłożu bogatym w jony wapnia, o pH znacznie powyżej 8. Rośliny te szczególnie często spotyka się na skałach wapiennych i glebach wapiennych, takich, jak rędziny kredowe i inne. Z reguły rośliny te są również roślinami zasadolubnymi. Wyróżnia się wśród nich rośliny umiarkowanie wapieniolubne, oraz wybitnie wapieniolubne. Gatunki roślin wapieniolubnych mogą być roślinami wskaźnikowymi gleb bogatych w wapń.
Do roślin wapieniolubnych należą m. in:
- aster gawędka (Aster amellus)
- blekot pospolity (Aethusa cynapium)
- brodawnik szary (Leontodon incanus)
- chaber driakiewnik (Centaurea scabiosa)
- dębik ośmiopłatkowy (Dryas octopetala)
- cieciorka pstra (Coronilla varia)
- czechrzyca grzebieniowa (Scandix pecten-veneris)
- czosnek kulisty (Allium rotundum)
- czyściec prosty (Stachys recta)
- czyściec roczny (Stachys annua)
- dąbrówka żółtokwiatowa (Ajuga chamaepitys)
- dymnica drobnokwiatowa (Fumaria vaillantii)
- dzwonek drobny (Campanula cochlearifolia)
- dzwonek jednostronny (Campanula rapunculoides)
- fiołek alpejski (Viola alpina)
- głodek kutnerowaty (Draba tomentosa)
- gorczyca polna (Synapis arvensis)
- goryczka Klusjusa (Gentiana clusii)
- goździk wczesny (Dianthus praecox)
- groszek bulwiasty (Lathyrus tuberosus)
- jarząb mączny (Sorbus aria)
- jaskier polny (Ranunculus arvensis)
- kłokoczka południowa (Staphylea pinnata)
- konietlica alpejska (Trisetum alpestre)
- kosatka kielichowa (Tofieldia calyculata)
- kostrzewa tatrzańska (Festuca tatrae)
- krowiziół zbożowy (Vaccaria hispanica)
- kurzyślad błękitny (Anagallis coerulea)
- len karpacki (Linum extraaxillare)
- lucerna nerkowata (Medicago lupulina)
- lucerna sierpowata (Medicago falcata)
- miesięcznica trwała (Lunaria rediviva)
- miłek letni (Adonis austivalis)
- miłek wiosenny (Adonis vernalis)
- mokrzyca Kitaibela (Minuartia kitaibelii)
- nawrot polny (Lithospermum arvense)
- nostrzyk żółty (Melilotus officinalis)
- oset siny (Carduus glaucus)
- oset zwisły (Carduus nutans)
- ostrożeń lepki (Cirsium erisithales)
- ostrołódka Hallera (Oxytropis halleri)
- ostrołódka polna (Oxytropis campestris)
- ostrołódka karpacka (Oxytropis carpatica)
- ostróżeczka polna (Consolida regalis)
- owies głuchy (Avena fatua)
- ożędka groniasta (Neslia paniculata)
- pępawa Jacquina (Crepis jacquinii)
- pierwiosnek łyszczak (Primula auricula)
- posłonek alpejski (Helianthemum alpestre)
- posłonek rozesłany nagi (Helianthemum nummularium subsp. glabrum)
- posłonek rozesłany wielkokwiatowy (Helianthemum nummularium subsp. grandiflorum)
- powojnik alpejski (Clematis alpina)
- poziewnik wąskolistny (Galeopsis angustifolia)
- przetacznik lśniący (Veronica polita)
- przewiercień okrągłolistny (Bupleurum rotundifolium)
- przylaszczka pospolita (Hepatica nobilis)
- przytulia trójdrożna (Galium tricorne)
- rogownica szerokolistna (Cerastium latifolium)
- rolnica polna (Sherardia arvensis)
- rozchodnik biały (Sedum album)
- rozchodnik ostry (Sedum acre)
- rozchodnik wielki (Sedum maximum)
- rukiewnik wschodni (Bunias orientalis)
- sasanka słowacka (Pulsatilla slavica)
- sierpnica pospolita (Falcaria vulgaris)
- skalnica nakrapiana (Saxifraga aizoides)
- skalnica seledynowa (Saxifraga caesia)
- skalnica zwisła (Saxifraga cernua)
- soliród zielny (Salicornia europaea)
- stokłosa prosta (Bromus erectus)
- stokrotnica górska (Bellidiastrium michelii)
- szafirek groniasty (Muscari racemosum)
- szałwia łąkowa (Salvia pratensis)
- szarotka alpejska (Leontopodium alpinum)
- świbka morska (Triglochin maritimum)
- świerzbnica polna (Knautia arvensis)
- traganek jasny (Astragalus australis)
- traganek wytrzymały (Astragalus frigidus)
- tojad mołdawski (Aconitum moldavicum)
- turzyca mocna (Carex firma)
- wierzba alpejska (Salix alpina)
- wilczomlecz drobny (Euphorbia exigua)
- wilczypieprz roczny (Lygia passerina)
- wilżyna rozłogowa (Ononis repens)
- włóczydło polne (Caucalis daucoides)
- wyżlin polny (Antirrhinum orontium)
- zanokcica murowa (Asplenium ruta-muraria)
- zanokcica zielona (Asplenium virida)
- zapłonka brunatna (Nonnea pulla)
- zarzyczka górska (Cortusa matthioli)
- zawilec żółty (Anemone ranunculoides)

Zobacz też
acydofil, acydofit, acydofob, kalcyfil, kalcyfob